# Verticale temperatuurgradiënt
De verticale temperatuurgradiënt γ is het temperatuurverloop in de atmosfeer met de hoogte. Het werkelijke verloop dat gevonden wordt met onder meer radiosondes kan in een temperatuur-hoogtediagram worden uitgezet als toestandskromme. In de troposfeer neemt de temperatuur gemiddeld 6,5 °C per km af. Er komen echter tropopauzebreuken voor met een ander temperatuurverloop. Dit is onder meer het geval bij de straalstromen.

## Stabiliteit
Lokaal kan de verticale temperatuurgradiënt ook van dit gemiddelde afwijken. Dit is van invloed op de stabiliteit van de atmosfeer. Van grote invloed hierop is de hoeveelheid waterdamp in de lucht, aangezien natte lucht minder afkoelt tijdens het stijgen dan droge lucht.
Een luchtbel die stijgt, zal bij benadering afkoelen volgens een adiabatisch proces; er vindt geen warmte-uitwisseling plaats met de omgeving. Bij droog-adiabatische processen daalt de temperatuur per 100 meter stijging met 1 °C, de droog-adiabatische temperatuurgradiënt {\displaystyle \gamma _{d}}. Bij verzadigd-adiabatische processen kan lucht bij lagere temperatuur minder waterdamp bevatten en zal er condensatie optreden. Hierbij komt warmte vrij, waardoor de temperatuur met minder dan 1 °C per 100 meter afneemt, de verzadigd-adiabaat {\displaystyle \gamma _{s}}.
Door de temperatuurgradiënt van de stijgende luchtbel in een aerologisch diagram te vergelijken met de toestandskromme ter plaatse, kan worden achterhaald tot welke hoogte de luchtbel zal stijgen en waar eventuele condensatie op zal treden. Voor convectieve bewolking is op deze manier de hoogte van de wolkenbasis uit te rekenen.